# سلمکی سفید
سلمکی سفید، بوته‌شور سفید (انگلیسی: Atriplex canescens) نام یک گونه از سرده سلمکی است.